# Christian Gottlob Liebe
Christian Gottlob Liebe (* 5. Juni 1696 in Zschopau; † 16. September 1753 in Halle) war ein deutscher Kupferstecher.

## Leben
Christian Gottlob Liebe war ab 1722 Universitätskupferstecher in Halle. Er hatte einen Sohn namens Gottlob August, der von 1746 bis 1819 lebte und ab 1760 ebenfalls Universitätskupferstecher in Halle war. Sowohl der Vater als auch der Sohn stachen zahlreiche Porträts.
Unter den Stichen Christian Gottlob Liebes war auch ein Lutherporträt von 1736, das nach einem Gemälde Johann Anton Rüdigers geschaffen wurde. Interessant ist die Beischrift, die auf die Entstehungsgeschichte des Bildes hinweist. Es zeigt nämlich nicht Luther selbst, sondern den Luther in effigie von Halle, der seinerseits, so die Beischrift, aus Wachsabgüssen vom Leichnam Luthers gestaltet worden sei.

## Galerie

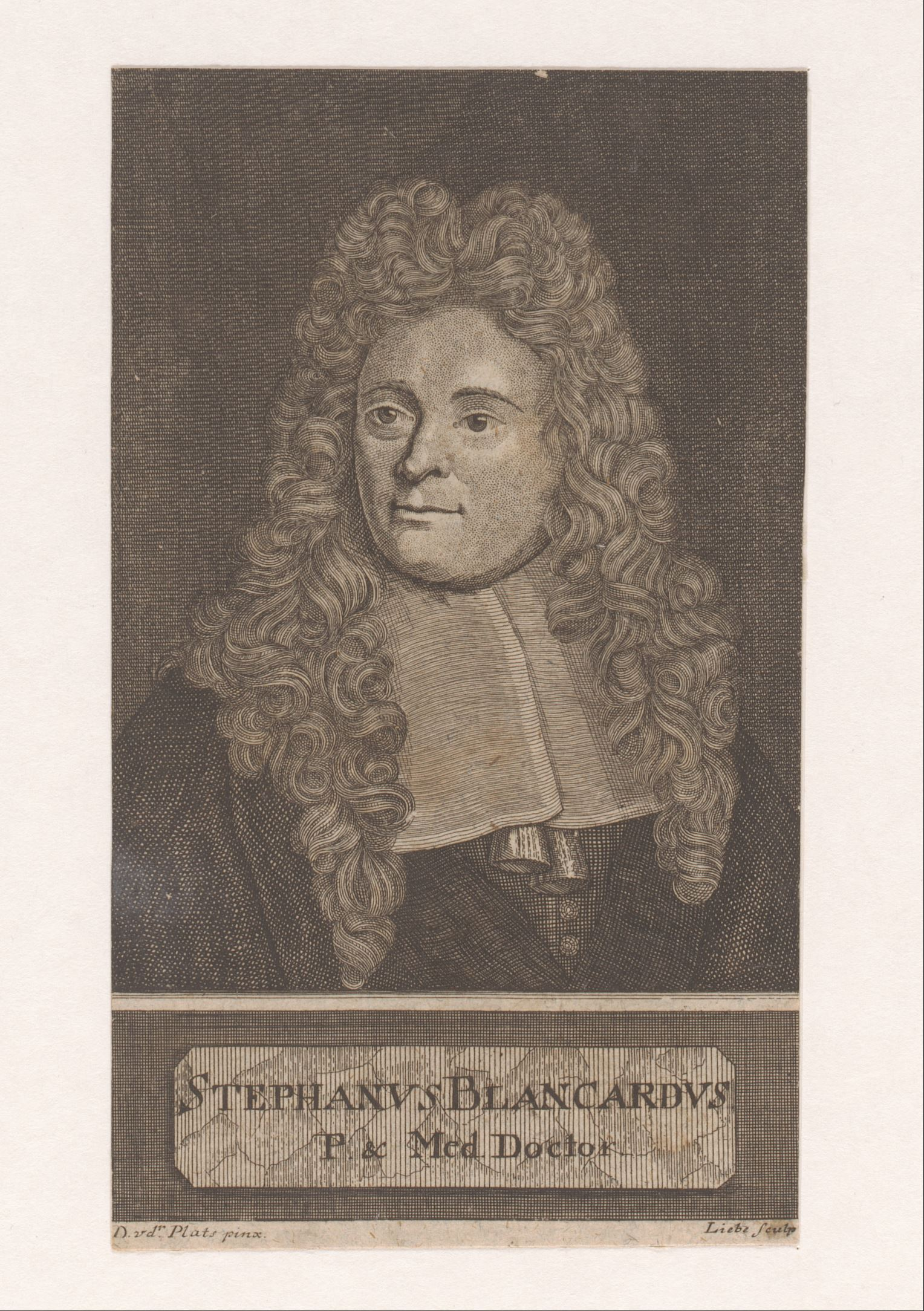
Porträt von Steven Blankaart
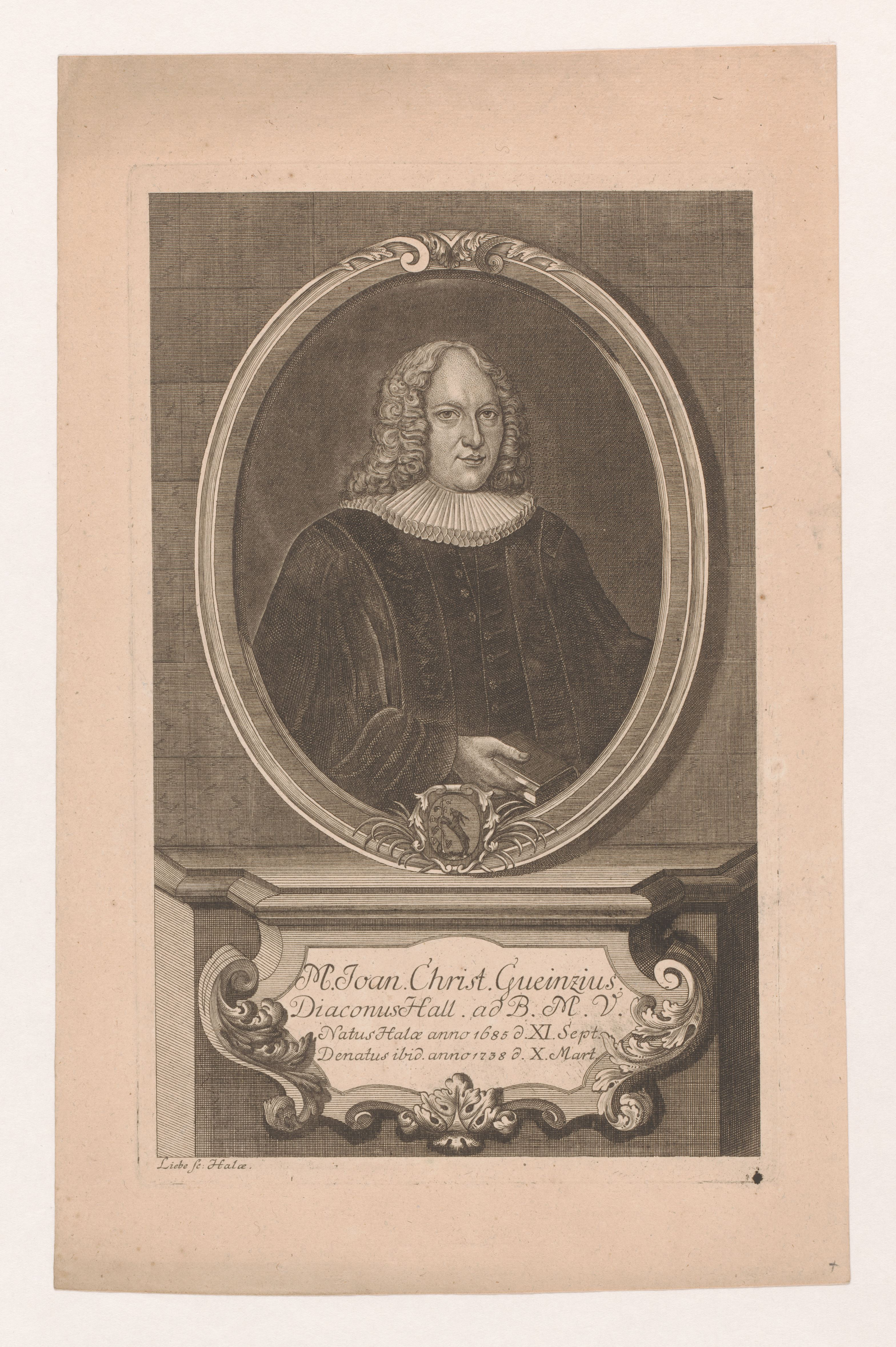
Porträt von Johann Christian Gueinz
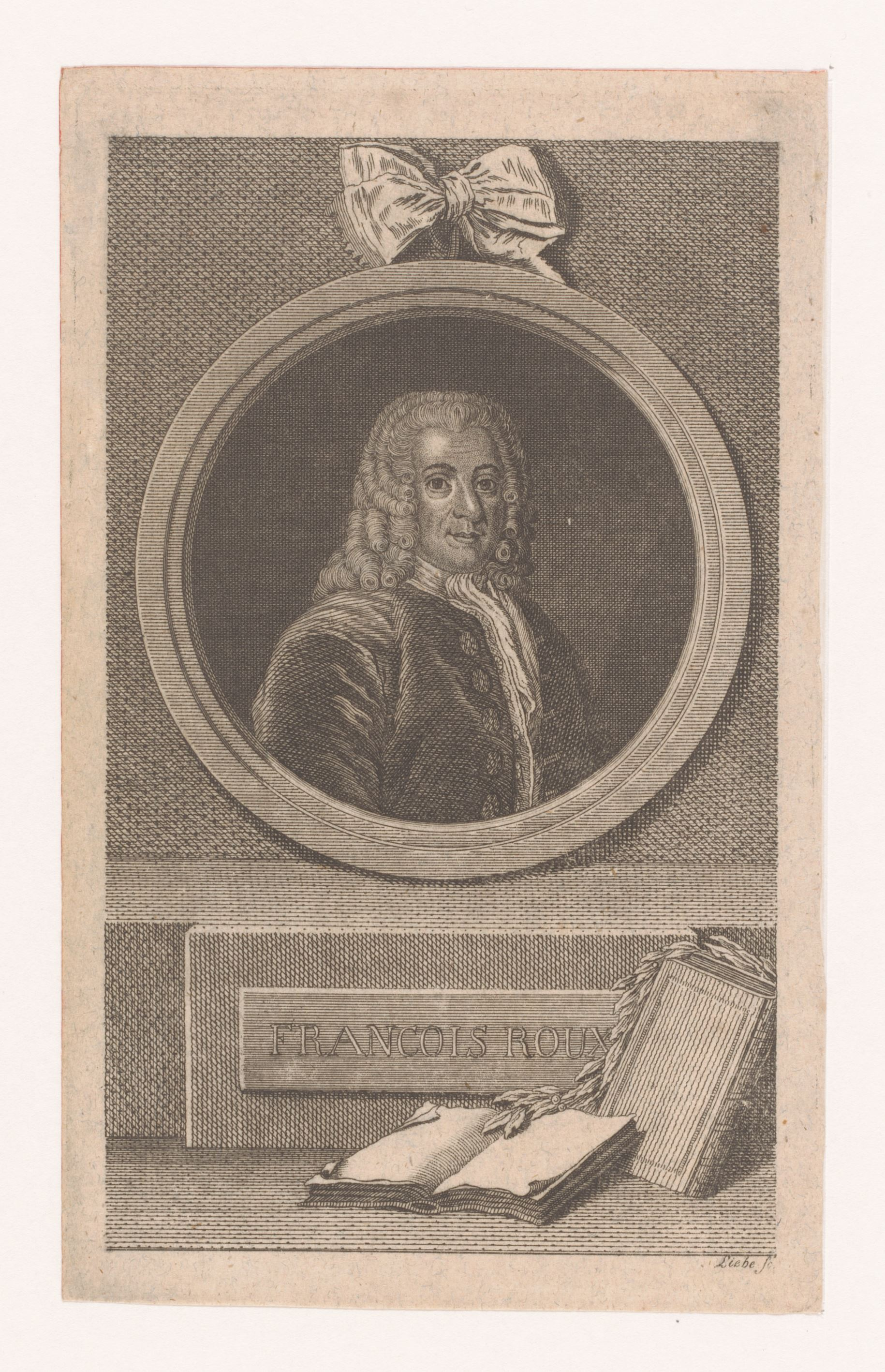
Porträt von François Roux